# Esporte do Kuwait
Esporte no Kuwait.

## Times
Existem 14 equipes no Kuwait:
- Alarabi Clube
- Alqadsia Clube
- Alkuwait Clube
- Kazma Clube
- Alsalmiya Clube
- Alyarmouk Clube
- Aljahra Clube
- Altadamon Clube
- Alsahel Clube
- Alshabab Clube
- Khetan Clube
- Alfaheaheal Clube
- Alsulaibekhat Clube
- Alnaser Clube